# Tucker Zimmerman
Pour les articles homonymes, voir Zimmerman.
Brian Tucker Zimmerman, auteur-compositeur et interprète américain, est né le 12 février 1941  à San Francisco en Californie, petit-fils d’un immigré de Bavière arrivé en fin du XIXe siècle, architecte de profession et fabricant de violon.

## Biographie
À quatre ans, il entame des cours de violon qui dureront trois ans, sur un violon confectionné par son grand-père, architecte de profession. 
À sept ans, sa famille s'établit en Illinois déménage à Healdsburg, ville rurale de la région de Wine Country, dans le comté de Sonoma en Californie du Nord, où il vivra 10 ans. Il obtient un diplôme de Hautes études et de Lettres. Pendant cette période, il prit des cours privés de piano ainsi que de trombone, et fut sélectionné de 1956 à 1958 dans l’orchestre de la Haute École d’État de Californie. Il fonda également, avec un bassiste, un saxophoniste et un batteur, un groupe de rock 'n' roll dans lequel il fut chanteur et pianiste ; ils se représentèrent à diverses occasions avec un certain succès populaire, demandés lors de mariages et autres bals scolaires locaux.
En 1958, il retourne à San Francisco et y étudie l’histoire et la théorie de la musique pendant deux ans au San Francisco City College ; ce fut l’époque de ses premiers essais de composition, où il joua du trombone dans différents groupes jazz et Big Bands de la ville. En 1959,  diplômé d’arts au San Francisco City College, continuant malgré tout des études au San Francisco State College (devenu une Université depuis) où il approfondit la théorie et la composition, de 1961 à 1966, il est diplômé de quatre ans d’études artistiques en 1964. Il a écrit et signé ses premières chansons (paroles et musique) en 1965, pour lui-même, à l’harmonica et à la guitare on lui connaît jusqu’à ce jour plus de 800 chansons - puis réussit deux années de plus en Master de Théorie et Composition (1966) en même temps que des cours privés de piano. Il est enrôlé, mais s'enfuit vers l'Italie, après avoir obtenu une bourse Fullbright pour étudier à Rome en cours de jour et cours privés simultanément, à l’Académie Ste Cécile ; sa bourse sera renouvelée deux années consécutives, pendant lesquelles il s’essaye en solo dans les clubs romains, en pleine période folk.
Dès 1968, il quitte le monde académique et déménage à Londres où il persévérè dans la composition, le métier de parolier et chanteur, écrivant 150 chansons sans trouver aucun interprète. Il passa deux ans en Angleterre, d'abord à Londres ensuite à Oxford sous une fausse identité canadienne, parce qu’il n’avait aucun permis de travail, refusé ; il décrocha cependant certains contrats comme arrangeur et musicien de session. C’est en décembre 1968 qu’il a enregistré et sorti son premier album Ten Songs, produit par Tony Visconti sous le label Regal Zonophone Records de EMI, ce qui s’avéra plus tard n’être qu’une signature pour ne plus rien lui permettre de publier pendant trois ans. La politique anglaise est peu encline à soutenir les artistes venus d'Amérique, et il ne lui fut pas permis d’entrer en compétition avec les autres artistes qui promouvaient Regal Zonophone Records, jusqu’à expiration de son contrat. Dans la composition du groupe se trouvent Rick Wakeman – futur musicien du groupe Yes. Il trouve quelques emplois réguliers grâce à un ami, Derroll Adams, qui l’engage comme pianiste en studio et sur scène dans les années 70 et la décennie suivante. La même année, son succès en remplacement du groupe Manfred Mann Chapter Three à Liège, lors de l'inauguration du Conservatoire. En 1967, il collabore avec Paul Butterfield Blues Band pour la chanson Droppin' out ; Taoist Tale, écrite en 1975, est reprise par Chris Wood en 1998 ; en 1972, Cornelis Vreeswijk reprend She's An Easy Rider sur son album Visor, svarta och röda, dont Tucker a écrit le texte. Il travaille pour Vertigo Records et Fly Records. Dès 1985, il ralentit sa carrière de chanteur pour se consacrer à l’écriture de romans, nouvelles, poèmes ainsi qu’à la composition de musiques de films et compositions pures pour orchestres symphoniques, violon solo ; il fut chargé du département des sons du film Passing Through/Torn Formations (1988) entre autres. En 1991, Tucker fait partie des chanteurs invités au 65e anniversaire de Derroll Adams, fêté à Courtrai, puis collabore avec Beverly Jo Scott.

1996 marque son retour à la chanson et à la scène : Il forme son Nightshift trio, accompagné d'un contrebassiste, Jeff Van Gool, et de son fils, Quanah Zimmerman, guitariste autodidacte. Le Nightshift trio donne des concerts, et entre en studio à partir de fin novembre 1999 pour travailler et enregistrer Walking On the Edge Of The Blues.
En 2005 sort l’album Chautauqua, avec B.J. Scott en choriste ou duettiste sur certaines chansons. Un double CD sort la même année : Tucker Zimmerman’s Nightshift Trio à la Maison de la Poésie, concert donné à la Maison de la Poésie de Namur en octobre 2004. Tucker réside à Stockay-Saint-Georges en Belgique, dans la province liégeoise, où il possède un studio.
En septembre 2024, Tucker Zimmerman annoce un nouvelle album, Dance of Love, sorti en octobre 2024 et produit par Big Thief.
Tucker Zimmerman vit à Stockay-Saint-Georges en Belgique, dans la province Liège, où il possède un studio.

## Albums
- Ten Songs by Tucker Zimmerman 1969
- Songpoet 1971
- Over Here in Europe 1974
- Foot Tap 1977
- Square Dance 1980
- Word Games 1981
- Walking on the Edge of the Blues (Nightshift Trio) 2003
- À la Maison de la Poésie (Tucker Zimmerman's Nightshift Trio) 2CD, 2005
- Chautauqua 2005
- A Feather Flies Out - 2CD, 2021
- Tunnel Visions 2022
- Tucker Zimmerman Trio - 3CD box containing 'Dust in the Rising Wind + Angels in Disguise + Showdown at the Dairy Queen' 2024
- Dust in the Rising Wind (Tucker Zimmerman Trio) 2024
- Angels In Disguise (Tucker Zimmerman Trio) 2024
- Showdown at the Dairy Queen (Tucker Zimmerman Trio) 2024
- Music By River Words By Ear (2025)

## Bandes originales
- All Fall Down, film canadien (2009)
- Destroying Angel, film tourné en 16mm (1998)
- La reprise, film en noir et blanc (1995)
- Passing Through/Torn Formations (1988)
- Eastmans Reisen, court-métrage allemand (1981)
- Souvenir of Gibraltar, film de Henri Xhonneux (1975)

## Traductions

### Édition bilingue
- (fr + en) Guy Goffette et Tucker Zimmerman (trad. du français par Tucker Zimmerman), Icarus, Paris, Éd. Signum (1re éd. 2000) (ISBN 978-2-07-042316-3).